# Латвийская первая партия
Латви́йская пе́рвая па́ртия (латыш. Latvijas Pirmā partija) — правая политическая партия в Латвии. Основана в 2002 году, в 2007 году слилась с «Латвийским путём», образовав партию ЛПП/ЛЦ.

## История
Известна как «партия священников». Была создана в 2002 году на основе Новой партии и Союза христианских демократов перед выборами в 8-й Сейм, где получила 10 мандатов. В новом правительстве партия получила несколько министерских портфелей. В 2004 году в Первую партию перешли 5 депутатов Сейма (из Партии народного согласия), один же покинул ЛПП, уйдя в «Новое время».
Партия входила в состав правительства с ноября 2002 года, при одном лишь недолгом перерыве в начале 2004 года, но ни разу правительство не возглавляла. В Рижском самоуправлении партия находится у власти с момента вступления в неё А. Америкса. В Европейском парламенте не представлена.
На выборах 2006 года ЛПП участвовала, выставив объединённый список с «Латвийским путём». Список получил 8,58 % голосов и 10 мест в парламенте.

## Деятельность
В 2006 году Первая партия поддержала инициативу представителей христианских конфессий о запрете пропаганды гомосексуализма в Латвии. Председатель фракции партии в Сейме заявил: «Не побоимся встать на пути деградации и ясно сказать, что приоритетом для Латвии остаются традиционный брак и укрепление семейных ценностей». Законопроект не был принят.

## Известные депутаты
- Янис Шмитс